# Georges Michel
Georges Michel (* 12. Januar 1763 in Paris; † 7. Juni 1843 ebenda) war ein französischer Landschaftsmaler.

## Leben

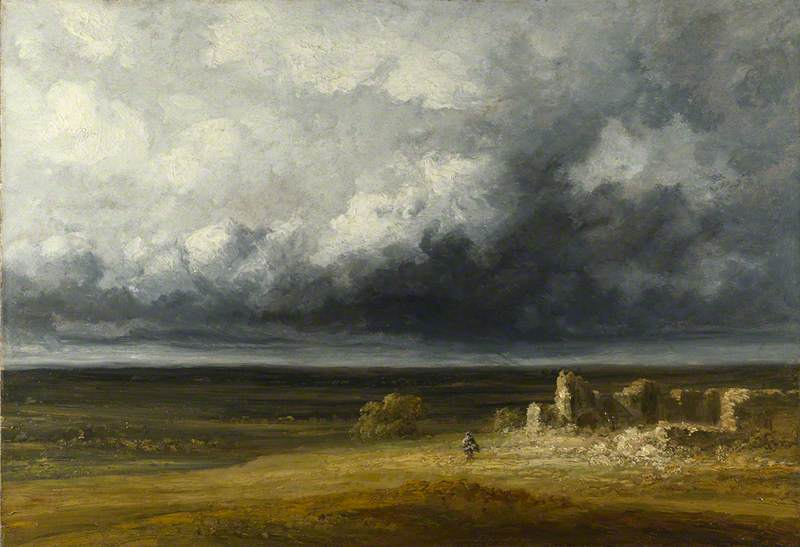
Georges Michel: Stürmische Landschaft mit Ruinen auf einer Ebene

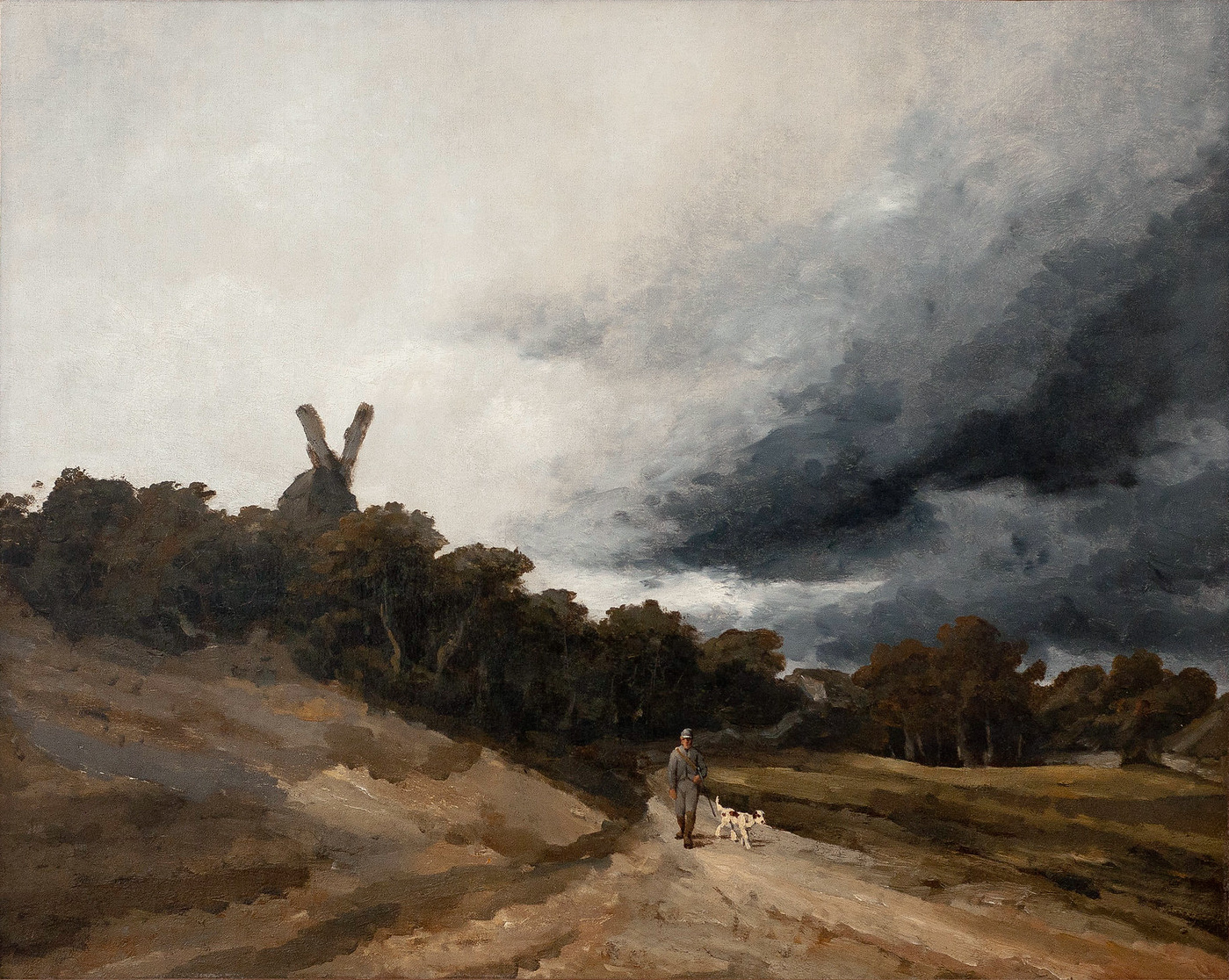
George Michael: Landschaft mit Jäger

Michel begann schon früh mit dem Zeichnen und schwänzte ab dem 12. Lebensjahr zeitweise den Schulunterricht. Mit 15 Jahren entführte er eine junge Wäscherin und hatte bereits mit 20 Jahren fünf Kinder zu versorgen. Ein Kunsthändler hatte bei einer Auktion den Nachlass eines mittellosen Malers erworben. Die unsignierten Bilder zeigten alle Motive aus der Umgebung von Paris, zumeist mit einer Windmühle und wolkigem Himmel. Diese stellten sich als Arbeiten Michel heraus. Von 1796 bis 1814 waren einige seiner Bilder im Salon de Paris zu sehen. Danach wurden sie zurückgewiesen, weil sie zu revolutionär waren. Seine Landschaften entstanden in der ländlichen Umgebung von Paris. Die Windmühlen des (noch) ländlichen Montmartre nehmen in seinen Landschaften eine zentrale Rolle ein; er wird deshalb auch der Ruisdael des Montmartre genannt. Michel war später auch als Restaurator holländischer Landschaften tätig. Täglich war er draußen und fertigte Studien, die sich nach seinem Tod im Angebot zahlreicher Trödler fanden. Er hatte die Küsten der Normandie skizziert. Durch den Umstand, dass er seine Werke nicht mehr ausstellen durfte, datierte er sie seit 1814 nicht mehr. Seit der Pariser Weltausstellung 1889 wurde er als ein Vorläufer Théodore Rousseaus angesehen und wurde in weiteren Kreisen bekannt. Zeitweilig sei er ein zu wenig beachteter Vorläufer der Schule von Barbizon gewesen, der seit seiner Wiederentdeckung in den 1920ern in den Museen weltweit vertreten ist.
Eine begeisterte Würdigung seines Werks verfasste Richard Muther 1893. Er war ein Schüler von Nicolas-Antoine Taunay (1755–1833) und war dem Maler Lazare Bruandet (1755–1803) freundschaftlich verbunden.